# Premiér Kanady
Premiér Kanady (francouzsky Premier ministre du Canada) je ministr Koruny, předsedou kabinetu a tím hlavou kanadské vlády. Funkce není stanovena v žádném dokumentu, které tvoří písemnou podobu kanadské ústavy; exekutivní funkce je formálně v rukou kanadského panovníka a vykonávána na jeho nebo její vědomí generálním guvernérem. Premiérství je součástí kanadské ústavní tradice. Funkce byla původně vytvořena po práci tak, jak to fungovalo v Británii v roce 1867 v době konfederace. Britské premiérství, ačkoliv bylo plně vyvinuto v roce 1867, nebylo až do roku 1905 formálně začleněno do britské ústavy – z toho důvodu chybí v Konstitučním aktu z roku 1867.
Premiér je skoro pokaždé vůdcem politické strany, která má největší zastoupení ve Sněmovně národů. Podle protokolu jsou všichni premiéři nazýváni „čestnými“ – The Right Honourable (francouzsky: Trés Honorable) doživotně.
Od března 2025 je premiérem liberál Mark Carney, jmenovaný generální guvernérkou Mary Simonovou jako 24. premiér Kanady. Ve funkci nahradil liberála Justina Trudeaua, který byl premiérem od listopadu 2015.